# Livro digital

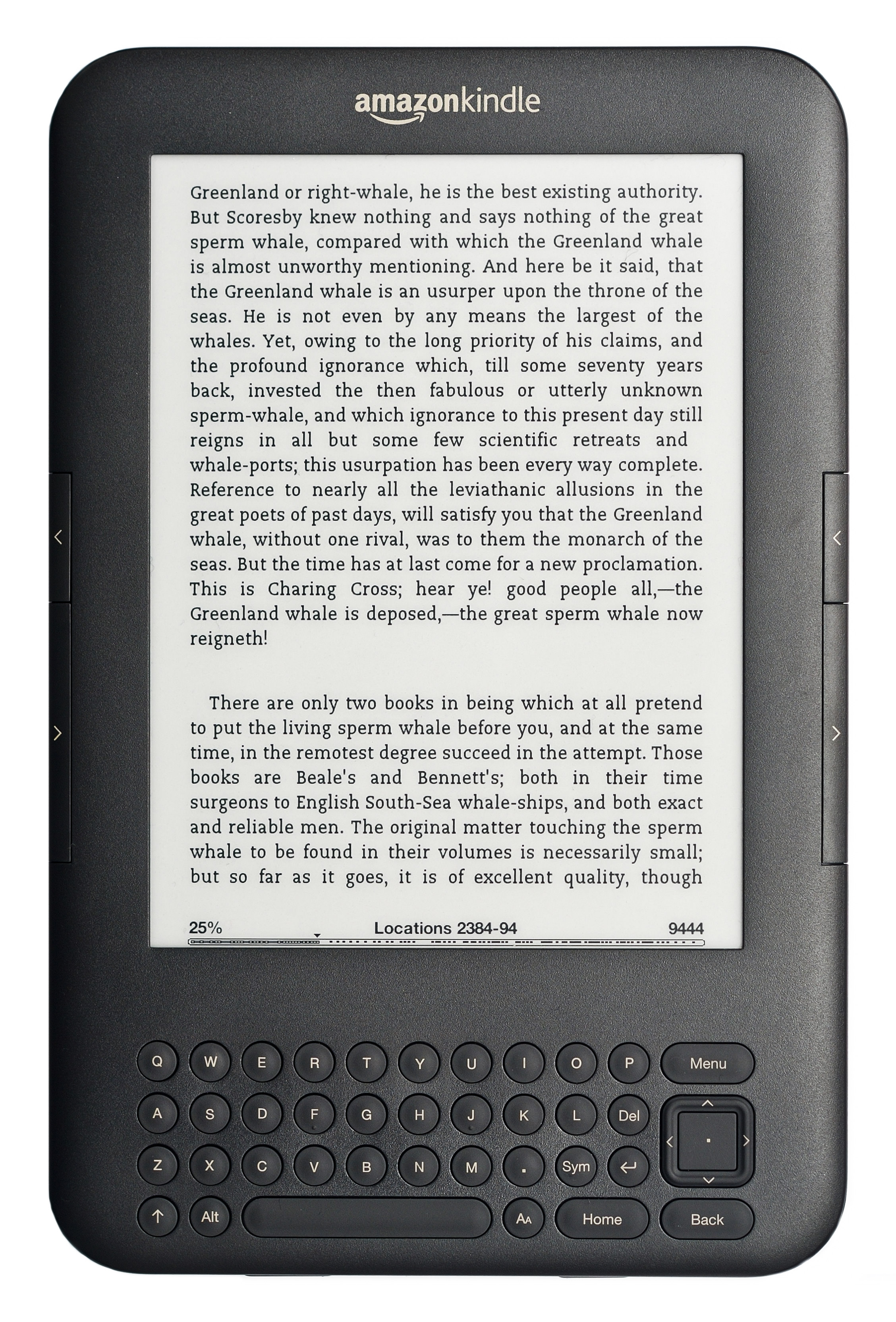
Kindle da Amazon

Livro digital (livro eletrónico/eletrônico ou o anglicismo e-book) é qualquer conteúdo de informação, semelhante a um livro, em formato digital, que pode ser lido em equipamentos eletrônicos - computadores, PDAs, Leitor de livros digitais ou até mesmo celulares que suportem esse recurso, existindo ou não sua versão em papel.
Os formatos mais comuns de Ebooks são o PDF, HTML e o ePUB. Atualmente, existem outros formatos de livros digitais, tais como book app e e-picturebook, que são incorporados pela literatura infantil em sua reconfiguração para o digital, ou LID (Literatura Infantil Digital). O primeiro formato necessita do conhecido leitor de arquivos Acrobat Reader ou outro programa compatível, enquanto que o segundo precisa de um navegador de Internet para ser aberto. O Epub é um formato de arquivo digital padrão específico para ebooks.
Os equipamentos eletrônicos específicos para ler e armazenar Ebooks, geralmente são baixo custo, fácil acesso e duráveis. Os programas para a leitura de Ebook também são, em sua maioria, gratuitos ou de baixo custo e de fácil acesso, principalmente devido à propagação da Internet. Na educação, os Ebooks são ideais para as escolas, pois podem ser vendido ou até mesmo disponibilizados para download em alguns portais de Internet gratuitos.
Na internet livros podem ser encontrados gratuitamente em domínio público, ou autorizados pelos autores.

## Origem e evolução
Não existe um consenso sobre qual o primeiro livro digital. Alguns apontam o Thomisticus, um índice anotado dos trabalhos de Tomás de Aquino, feito por Roberto Busa no final da década de 1940. Esse fato é muitas vezes omitido, talvez porque o texto digitalizado era (pelo menos inicialmente) uma forma de criar um índice e concordância, ao invés de uma edição publicável.

Michael Hart (à esquerda) e Gregory Newby (à direita) do Projeto Gutenberg, 2006

O mais forte candidato a criador do e-book é Michael Stern Hart, quando digitou a Declaração de Independência dos Estados Unidos da América em 1971. Hart foi também o fundador do Projeto Gutenberg, o mais antigo produtor de livros eletrônicos do mundo.[carece de fontes?]

## Linha do Tempo
- 1971: Michael Hart lidera o projecto Gutenberg que procura digitalizar livros de domínio público para oferecê-los gratuitamente.
- 1993: Zahur Klemath Zapata registra o primeiro programa de livros digitais. Digital Book v.1, DBF.
- 1993: Publica-se o primeiro livro digital: Do assassinato, considerado uma das belas artes, de Thomas de Quincey.
- 1995: Amazon começa a vender livros através da Internet.
- 1996: O projecto Gutenberg alcança os 1 000 livros digitalizados. A meta é um milhão.
- 1998: São lançados ao mercado os leitores de livros electrónicos: Rocket ebook e Softbook.
- 1998-1999: Surgem sítios na Internet que vendem livros electrónicos, como eReader.com e eReads.com.
- 2000: Stephen King lança seu romance Riding Bullet em formato digital. Só pode ser lido em computadores.
- 2002: As editoras Random House e HaperCollins começam a vender versões electrónicas dos seus títulos na Internet.
- 2005: Amazon compra Mobipocket na sua estratégia sobre o livro electrónico.
- 2006: Acordo entre Google e a Biblioteca Nacional do Brasil para digitalizar 2 milhões de títulos.
- 2006: Sony lança o leitor Sony Reader que conta com a tecnologia da tinta electrónica.
- 2007: Amazon lança o Kindle.
- 2008: Adobe e Sony fazem compatíveis suas tecnologias de livros electrónicos (Leitor e DRM).
- 2008: Sony lança seu PRS-505.
- 2009: Barnes & Noble lança o Nook.
- 2010: Apple lança o iPad.

## Vantagens em relação ao livro tradicional
A principal vantagem do livro digital é sua portabilidade. Pode ser facilmente transportado em disquetes, CD-ROMs, pen-drives e cartões de memória. Como se encontra no formato digital, pode ser transmitido rapidamente por meio da Internet. Se um leitor que se encontra no Japão, por exemplo, tiver interesse em adquirir um livro digital vendido nos Estados Unidos ou no Brasil, pode adquiri-lo imediatamente e em alguns minutos estará lendo o e-book.[carece de fontes?]
Outra vantagem é o preço. Como seu custo de produção e de entrega é inferior, um livro digital de alto padrão, como os encontrados em sítios especializados, pode chegar às mãos do leitor por um preço até 80% menor que um livro impresso, quando não for gratuito. Deve-se lembrar que o livro digital não precisa entrar em filas de impressão em gráficas, como ocorre tradicionalmente. Assim, uma vez prontos para distribuição, basta entrar em redes on-line de venda e distribuição. 
Mas um dos grandes atrativos para livros digitais é o fato de já existirem softwares capazes de os ler, em tempo real, sem sotaques robotizados e ainda converter a leitura em uma mídia sonora, como o MP3, criando audio-books.[carece de fontes?]
A agilidade no atendimento ao usuário é um diferencial considerável, ampliando a prestação de serviços de bibliotecas. Sua utilização em bibliotecas universitárias e corporativas contribuirá com a distribuição de recursos aos integrantes da comunidade atendida, independentemente da localização em que se encontram, facilitando as instituições que oferecem ensino à distância e empresas que possuem colaboradores em diversas localidades.

## Direitos autorais
Assim como um livro tradicional, o e-book é protegido pelas leis de direitos autorais. Isso significa que eles não podem ser alterados, plagiados, distribuídos ou comercializados de nenhuma forma, sem expressa autorização de seu autor. No caso dos livros digitais gratuitos, devem ser observadas as regras e leis que regem as obras de domínio público ou registros de códigos abertos para distribuição livre.[carece de fontes?]
Em 2010, os e-books continuaram a ganhar a quota de mercado para as versões em papel. Alguns editores de livros eletrônicos já começaram a distribuir os livros que estavam em domínio público. Ao mesmo tempo, os autores de livros que não foram aceitos pelos editores ofereceram seus trabalhos online para serem comprados e lidos. Além disso, a cópia e distribuição de livros protegidos por direitos autorais é muito menor do que a diferença com os discos. O motivo é demográfico, o complexo processamento digital e uma maior variedade de gostos e públicos.
Apesar de a existência de direitos autorais garantir a rentabilidade dos livros, um estudo conduzido pela Universidade de Illinois em Julho de 2013 mostrou que títulos protegidos tendem a acabar no esquecimento durante as décadas seguintes até que sejam reencontrados, após caírem em domínio público.

## Formatos
Escritores e editores possuem uma grande variedade de formatos à disposição quando se trata de e-books, cada um com suas vantagens e desvantagens. Os formatos mais populares são mostrados a seguir junto com os leitores de e-books que podem lê-los:
| Leitor                                                            | Formato                                                                                                |
| ----------------------------------------------------------------- | --- |
| Amazon Kindle, Kindle Fire (color), Kindle Touch, Kindle Touch 3G | AZW, PDF, TXT, non-DRM MOBI, PRC                                                                       |
| Nook Simple Touch, Nook Tablet                                    | EPUB, PDF                                                                                              |
| iPad                                                              | EPUB, IBA (livros multitouch criados com o iBooks Author), PDF                                         |
| Sony Reader PRS-350, PRS-650, PRS-950                             | EPUB, PDF, TXT, RTF, DOC, BBeB                                                                         |
| Kobo eReader, Kobo Touch, Kobo Arc                                | EPUB, PDF, TXT, RTF, HTML, CBR (comic), CBZ (comic)                                                    |
| PocketBook Reader, PocketBook Touch                               | EPUB DRM, EPUB, PDF DRM, PDF, FB2, FB2.ZIP, TXT, DJVU, HTM, HTML, DOC, DOCX, RTF, CHM, TCR, PRC (MOBI) |